# Ingrid Rasmussen
Ingrid Rasmussen (født 6. maj 1947 i Vindinge, Svendborg) er en dansk politiker, som i perioden 1987-2001 var medlem af Folketinget for Socialdemokratiet.
Ingrid Rasmussen bestod i 1964 realeksamen fra Østre Skole i Middelfart. I 1965 kom Ingrid Rasmussen i lære som defektricelærling (defektriceelev) på Næstved Løve Apotek, hvorfra hun efter bestået fagprøve (svendeprøve) i 1968 blev udlært apoteksdefektrice. Fra 1968 til 1972 arbejdede hun som ufaglært laborant på Statens Veterinære Institut for Virusforskning. Derefter fik Ingrid Rasmussen stilling som privat lægesekretær i Vordingborg indtil 1973, hvor hun blev ansat som skolesekretær på Ørslev Skole i Vordingborg.
I tidsperioden 1978-1980 læste Ingrid Rasmussen på Vordingborg Gymnasium og blev i 1980 hf-student. Samme år blev hun optaget på læreruddannelsen på Vordingborg Statsseminarium, hvorfra hun bestod lærereksamen i 1984. De næste tre år var Ingrid Rasmussen ansat som lærer på Mogenstrupskolen i Fladså Kommune.
Sideløbende med sine hf- og lærerstudier arbejdede Ingrid Rasmussen fra 1978 til 1984 som ufaglært timelærer på både Danmarks Lærerhøjskole og AOF's Daghøjskole i Vordingborg.
Ingrid Rasmussens politiske karriere begyndte i 1982, hvor hun blev bestyrelsesmedlem for Socialdemokratiet i Vordingborg indtil 1987, hvor hun kom ind i Folketinget. Fra 1995 til 2000 var hun formand for Ligestillingsrådet samt medlem af Udvalget for International Ligestilling.

## Eksterne kilder, links og henvisninger
- Folketingets informationsside om Ingrid Rasmussen

|  | Artiklen om Ingrid Rasmussen kan blive bedre, hvis der indsættes et (bedre) billede Du kan hjælpe ved at afsøge Wikimedia Commons for et passende billede eller uploade et godt billede til Wikimedia Commons iht. de tilladte licenser og indsætte det i artiklen. |